# Sportul în Suedia
Sportul în Suedia este o activitate foarte populară, fotbalul și hockeiul fiind cele mai des practicate.